# Saint-Sauveur-en-Rue
Saint-Sauveur-en-Rue ist eine französische Gemeinde mit 1.083 Einwohnern (Stand: 1. Januar 2022) im Département Loire in der Region Auvergne-Rhône-Alpes im Kanton Le Pilat (bis 2015: Kanton Bourg-Argental) und Teil des Kommunalverbandes Monts du Pilat. Die Gemeinde gehört zum Regionalen Naturpark Pilat. Die Einwohner werden Saint-Salvatoriens genannt.

## Geographie
Saint-Sauveur-en-Rue ist die südlichste Gemeinde des Départements Loire. Sie liegt etwa 20 Kilometer südsüdöstlich von Saint-Étienne. Umgeben wird Saint-Sauveur-en-Rue von den Nachbargemeinden La Versanne im Norden, Bourg-Argental im Nordosten, Burdignes im Süden und Osten, Riotord im Südosten sowie Saint-Régis-du-Coin im Westen.

## Bevölkerungsentwicklung
| Jahr                       | 1962 | 1968 | 1975 | 1982 | 1990 | 1999 | 2006 | 2017 |
| Einwohner                  | 1324 | 1266 | 1190 | 1136 | 1053 | 1105 | ???? | 1095 |
| Quellen: Cassini und INSEE |      |      |      |      |      |      |      |      |

## Sehenswürdigkeiten
- Kirche Saint-Blaise aus dem Jahre 1115, Monument historique
- alte Ortsbefestigung
- Schloss Ru
- Schloss Bobigneux

## Persönlichkeiten
- Étienne Jérôme Rouchouze (1798–1843), Apostolischer Präfekt der Sandwichinseln

## Einzelnachweise

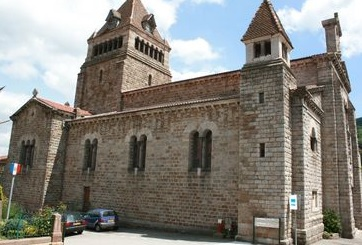
Kirche Saint-Blaise